# Taiga Hasegawa
Taiga Hasegawa (長谷川大河?, Taiga Hasegawa) (Aichi, 23 ottobre 2005) è uno snowboarder giapponese, specializzato in slopestyle e big air.

## Biografia
Specializzato in slopestyle e big air e attivo a livello internazionale dall'agosto 2019, Hasegawa ha debuttato in Coppa del Mondo il 1º gennaio 2022, giungendo 38º nello slopestyle a Calgary e ha ottenuto il suo primo podio, nonché la sua prima vittoria, il 14 gennaio 2023, imponendosi nel big air di Kreischberg. Si è laureato campione del mondo di big air a Bakuriani 2023. Al termine della stagione 2024-2025 ha vinto la Coppa del Mondo generale di freestyle e quella di big air, inoltre ha ottenuto l'argento nel big air dei Mondiali di Engadina 2025.

## Palmarès

### Mondiali
- 1 medaglia:
  - 1 oro (big air a Bakuriani 2023)
  - 1 argento (big air a Engadina 2025)

### Winter X Games
- 3 medaglie:
  - 1 oro (big air ad Aspen 2024)
  - 1 argento (big air ad Aspen 2025)
  - 1 bronzo (slopestyle ad Aspen 2025)

### Mondiali juniores
- 4 medaglie:
  - 3 ori (big air a Krasnojarsk 2021; slopestyle, big air a Cardrona 2023)
  - 1 argento (big air a Leysin 2022)

### Coppa del Mondo
- Vincitore della Coppa del Mondo generale di freestyle nel 2025
- Vincitore della Coppa del Mondo di big air nel 2025
- 9 podi:
  - 5 vittorie
  - 3 secondi posti
  - 1 terzo posto

#### Coppa del Mondo - vittorie
| Data             | Luogo       | Paese    | Disciplina |
| ---------------- | ----------- | -------- | ---------- |
| 14 gennaio 2023  | Kreischberg | Austria  | BA         |
| 26 marzo 2023    | Silvaplana  | Svizzera | SS         |
| 10 dicembre 2023 | Edmonton    | Canada   | BA         |
| 19 ottobre 2024  | Coira       | Svizzera | BA         |
| 5 gennaio 2025   | Klagenfurt  | Austria  | BA         |

Legenda:

SS = Slopestyle

BA = Big air